# Bulbophyllum inops
Bulbophyllum inops är en orkidéart som beskrevs av Heinrich Gustav Reichenbach. Bulbophyllum inops ingår i släktet Bulbophyllum och familjen orkidéer. Inga underarter finns listade i Catalogue of Life.